# Nectria umbrina
Nectria umbrina är en svampart som först beskrevs av Miles Joseph Berkeley, och fick sitt nu gällande namn av Elias Fries 1849. Nectria umbrina ingår i släktet Nectria och familjen Nectriaceae.   Inga underarter finns listade i Catalogue of Life.